# Поліщуки (село)
Поліщуки́ (до 2024 року — Жовтнівка) — село в Україні, у Хорошівській селищній територіальній громаді Житомирського району Житомирської області. Населення становить 230 осіб (2001).

## Географія
Село Поліщуки розташоване в межах природно-географічного краю Полісся і за 11 км від центру громади — селища Хорошів. Найближча залізнична станція — Нова Борова, за 13 км.

## Населення
За даними перепису 2001 року населення села становило 230 осіб, з них 98,26 % зазначили рідною українську мову, 1,3 % — російську, а 0,44 % — польську.

## Історія
У 1932–1933 роках село постраждало від Голодомору. За свідченнями очевидців кількість померлих склала щонайменше 8 осіб, імена яких встановлено.
До 3 серпня 2016 року село входило до складу Рижанської сільської ради Хорошівського району Житомирської області.
19 вересня 2024 року Верховна Рада підтримала перейменування села Жовтнівка на Поліщуки. 26 вересня 2024 року перейменування набуло чинності.